# 遙かなる海
『遙か（遥か）なる海』（はるかなるうみ）は、1976年4月29日から同年10月21日まで、TBS系列の木曜22:00 - 22:55、木下恵介・人間の歌シリーズで放映されたテレビドラマである。父親と別居中の長男、そしてその恋人の三者を巡り、家族のあり方を探るという設定になっている。

## スタッフ
- 脚本：高橋玄洋
- プロデューサー：飯島敏宏
- 音楽：木下忠司
- 演出：山田高道、井下靖央、桜井秀雄
- 演出補：大谷弘
- 制作：TBSテレビ、木下恵介プロダクション（現・ドリマックス・テレビジョン）

## 出演
- 真山仙三：小林桂樹
- 真山朋子：柳川慶子
- 真山宏：近藤正臣
- 真山久美子：酒井和歌子
- 真山健二：重田尚彦
- 真山紀子：岡江久美子
- 山辺春江：渡辺美佐子
- 山辺洋一：古谷一行
- 山辺菜美江：丘みつ子
- 石川伸一：織本順吉
- 佐々木肇：寺尾聡
- 石上雄策：有川博
- 風早つぎ：菅井きん
- 島岡平八：芦屋雁之助
- 澄子：望月真理子
- 西川かね子：瞳順子

## 主題歌
『ささやくなら愛を』
歌：キャッシー・アンド・カレン
作詩：松山善三
作曲：木下忠司
編曲：青木望

## サブタイトル
1. めぐり逢い （1976年4月29日）
2. 青春の痛み （5月6日）
3. 五月の恋人たち （5月13日）
4. 煉獄の魂 （5月20日）
5. 愛の氷河 （5月27日）
6. 家庭というもの（6月3日）
7. 過去からの声（6月10日）
8. 嵐のまえに（6月17日）
9. 秘めた関係（6月24日）
10. 狼のように（7月1日）
11. 不肖の息子（7月8日）
12. 告白のとき（7月15日）
13. 禁じられた愛（7月22日）
14. ふりむくなら微笑みを（7月29日）
15. 禁断の淵（8月5日）
16. 愛のゆくえ（8月12日）
17. 汚れた手（8月19日）
18. 兄妹（8月26日）
19. 崩れる（9月2日）
20. 訪れた秋（9月9日）
21. 朝の歌（9月16日）
22. 陥し穴（9月23日）
23. たたかい（9月30日）
24. 遠い落日（10月7日）
25. 突然の明日（10月14日）
26. 終章、そして・・・（10月21日）

## 備考
関連本と思われる『遙かなる海』というタイトルの単行本が、三笠書房から出版されている（0093-001102-8001）が、原作あるいはノベライゼーションであるかどうかは不明。これによると、山辺春江、洋一、菜美江の苗字は「山野辺」となっており、さらに洋一は真山仙三の息子という設定である。